# Macroramphosidae
Macroramphosidae zijn een familie van straalvinnige vissen uit de orde van Zeenaaldachtigen (Syngnathiformes).

## Geslacht
- Macroramphosus Lacepède, 1803